# Do (coalition)
Dô, également orthographié Daw, parfois appelé Dodougou ou Do Dugubani, est un kafu (une coalition de villages dirigée par un chef suprême) dans la vallée du fleuve Niger autour du village moderne de Tamani, à l'ouest de Ségou. Cette coalition existe déjà au XIe siècle et joue un rôle important dans l'établissement de l'Empire du Mali : la mère du fondateur Soundiata Keita, Sogolon Condé, est originaire de Dô. 
L'écrivain andalou Al-Bakri évoque deux pays, « Daw » et « Malal », situés près du Niger et à proximité de champs aurifères. Dans le récit d'al-Idrisi de 1154, il note que les deux villes de Daw et Malal sont à quatre jours de voyage l'une de l'autre, situées dans une vallée fluviale qui rejoint le Nil (c'est-à-dire le fleuve Niger).
Les sources orales mentionnent également deux royaumes, Do et Kiri (également appelé Mande ou Malel). Do est habitée par le clan Conde et avait douze villes sous son contrôle. Après que Malel ait apporté l'unité, la mention de Do cesse. 
Certaines sources situent le Do de l'histoire de Soundiata dans la région de Sankarani, à l'ouest de Niani, plutôt que près de Ségou,.